# تومول‌لو
تومول‌لو (به لاتین: Tomullu) یک منطقه مسکونی در جمهوری آذربایجان است که در شهرستان ساموخ واقع شده است.